# Lenovo Moto G
Moto G – linia średniej klasy smartfonów marki Lenovo wyposażonych w system operacyjny Android. Jej rynkowa premiera miała miejsce w Brazylii 13 listopada 2013 – wtedy zadebiutowała pierwsza generacja urządzenia.

## 1 generacja (XT 1032 / XT 1039)

### Specyfikacja
Moto G pierwszej generacji powstał z myślą o rynkach krajów rozwijających się – dlatego pierwsze partie tego modelu nie obsługiwały LTE. 13 maja 2014 wprowadzono na rynek Moto G LTE, wyposażony dodatkowo w żyroskop i slot MicroSD kompatybilny z kartami do 32 GB pojemności.
Moto G pierwszej generacji był wyposażony w Androida 4.3 Jelly Bean z możliwością aktualizacji do wersji 5.1 Lollipop.

### Dane techniczne
- Producent: Lenovo (Motorola Mobility)
- Premiera rynkowa: 13 listopada 2013
- Poprzednik: n/a
- System operacyjny: Android 4.3 Jelly Bean
- CPU: czterordzeniowy procesor 1,2 GHz Qualcomm Snapdragon 400
- GPU: Adreno 305
- Pamięć RAM: 1 GB
- Pamięć ROM: 8 / 16 GB
- Bateria: 2070 mAh, niewymienialna
- Ekran: 4,5 cala IPS LCD, 720x1280 pikseli (329 ppi), Gorilla Glass
- Aparat tył: 5 Mpx, LED
- Aparat przód: 1,3 Mpx

## 2 generacja (XT 1063 / XT 1068 / XT 1072)

### Specyfikacja
Podobnie jak jego poprzednik, wprowadzony na rynek 6 września 2014 r. Moto G drugiej generacji, powstał z myślą o krajach rozwijających się. Na rynkach krajów rozwiniętych konkurował z innymi telefonami w swojej klasie korzystnym stosunkiem ceny do jakości.
W stosunku do swego poprzednika MotoG drugiej generacji wyróżniał się charakterystycznym zaokrągleniem tylnej części obudowy, odporną na zachlapania powłoką, ekranem w technologii Gorilla Glass oraz głośnikami stereo.
Urządzenie było wyposażone w Androida 4.4.4 Kitkat z możliwością aktualizacji do wersji 6.0 Marshmallow.

### Dane techniczne
- Producent: Lenovo (Motorola Mobility)
- Premiera rynkowa: 6 września 2014
- Poprzednik: Moto G (1 gen)
- System operacyjny: Android 4.4.4 Kitkat
- CPU: czterordzeniowy procesor 1,2 GHz Qualcomm Snapdragon 400
- GPU: Adreno 305
- Pamięć RAM: 1 GB
- Pamięć ROM: 8 / 16 GB
- Bateria: 2070 mAh / 2390 mAh w wersji 4G, niewymienialna
- Ekran: 5 cali, IPS LCD, 720x1280 pikseli (294 ppi) HD, Gorilla Glass 3
- Aparat tył: 8 Mpx, LED
- Aparat przód: 2 Mpx

## 3 generacja – Moto G3 (XT 1541)

### Specyfikacja
Moto G3 miało swoją rynkową premierę w Indiach, 28 lipca 2015 r. W stosunku do swojego poprzednika, urządzenie wyróżniało się aparatem z funkcją HDR oraz wodoodpornością zgodną ze standardem IPX7 – było zdolne wytrzymać zanurzenie na głębokość 1 m przez 30 minut.
Moto G3 wyposażono w Androida 5.1.1 Lollipop z możliwością aktualizacji do wersji 6.0.1 Marshmallow.

### Dane techniczne
- Producent: Lenovo (Motorola Mobility)
- Premiera rynkowa: 28 lipca 2015
- Poprzednik: Moto G (2 gen)
- System operacyjny: Android 5.1.1 Lollipop
- CPU: 64-bitowy, czterordzeniowy procesor 1,4 GHz Qualcomm Snapdragon 410
- GPU: Adreno 306
- Pamięć RAM: 1 / 2 GB
- Pamięć ROM: 8 / 16 GB
- Bateria: 2470 mAh, niewymienialna
- Ekran: 5 cali, IPS LCD, 720x1280 pikseli (294 ppi) HD, Gorilla Glass 3
- Aparat tył: 13 Mpx, CCT
- Aparat przód: 5 Mpx

## 4 generacja – Moto G4 (XT 1607, XT 1609, XT1622, XT 1644)

### Specyfikacja
Moto G4 w stosunku do swojego poprzednika oferuje odświeżony design z charakterystyczną wypukłością tylnego aparatu. Obudowa wyposażona jest w odporną na zachlapania nanopowłokę.
Telefon umożliwia obsługę przy pomocy gestów MotoAction i obsługuje Wi-Fi 802.11n. Ponadto dysponuje funkcją szybkiego ładowania Turbopower, zapewniającą 6 godzin pracy urządzenia po 15 minutach ładowania.
Moto G4 wyposażono w 6.0.1 Marshmallow z możliwością aktualizacji do wersji 7.0 Nougat.
Ten model występuje w trzech konfiguracjach, różniących się parametrami. Moto G4 Play to wersja zubożona, wyposażona w czterordzeniowy procesor, aparat o rozdzielczości 8 Mpx i ekran o rozdzielczości HD. Moto G4 to model podstawowy, z wyświetlaczem Full HD i aparatem 13 Mpx, natomiast Moto G4 Plus to wariant premium, wyposażony w czujnik linii papilarnych, aparat 16 Mpx i do 4 GB RAM.

### Dane techniczne (porównanie)
|                   | Moto G4 Play                         | Moto G4                                      | Moto G4 Plus                                 |
| System operacyjny | Android 6.0.1 Marshmallow            | Android 6.0.1 Marshmallow                    | Android 6.0.1 Marshmallow                    |
| CPU               | 4 rdzenie, Snapdragon 410 1,2 GHz    | 8 rdzeni, Snapdragon 617 1,5 GHz             | 8 rdzeni, Snapdragon 617 1,5 GHz             |
| GPU               | Adreno 306                           | Adreno 405                                   | Adreno 405                                   |
| Pamięć RAM        | 1 / 2 GB                             | 2 GB                                         | 2 / 3 / 4 GB                                 |
| Pamięć ROM        | 16 GB                                | 16 GB                                        | 16 GB                                        |
| Bateria           | 2800 mAh, wymienialna                | 3000 mAh, ładowanie TurboPower               | 3000 mAh, ładowanie Turbopower               |
| Ekran             | 5 cali IPS LCD, 720x1280 HD, 294 ppi | 5,5 cala IPS LCD, 1080x1920 Full HD, 401 ppi | 5,5 cala IPS LCD, 1080x1920 Full HD, 401 ppi |
| Aparat tył        | 8 Mpx                                | 13 Mpx                                       | 16 Mpx                                       |
| Aparat przód      | 5 Mpx                                | 5 Mpx                                        | 5 Mpx                                        |

## 5 generacja – Moto G5

### Specyfikacja
Podczas Mobile World Congress 2017 w Barcelonie zostały zaprezentowane smartfony Moto G5 oraz Moto G5 Plus. Nowe urządzenia mają zadebiutować na polskim rynku w kwietniu 2017. Będą pierwszymi Moto G wyposażonymi w aluminiową obudowę. Oba modele będą także dysponować czytnikiem linii papilarnych.
Smartfony 5 Generacji umożliwiają obsługę poleceń głosowych Google Assistant. Dzięki niej można wysyłać wiadomości, wykonywać połączenia, korzystać z nawigacji i zarządzać swoimi zadaniami przytrzymując jedynie przycisk „Home”.
W stosunku do Moto G5, wersja Plus wyróżnia się mocniejszym procesorem, większą ilością pamięci oraz tylnym aparatem z funkcją Dual-Pixel AutoFocus i możliwością nagrywania filmów 4K. Oba telefony będą posiadały system operacyjny Android 7.0 Nougat.

### Dane techniczne – porównanie
|                   | Moto G5                                   | Moto G5 Plus                                                  |
| System operacyjny | Android 7.0 Nougat                        | Android 7.0 Nougat                                            |
| CPU               | 8 rdzeni, Snapdragon 430 1,4 GHz          | 8 rdzeni, Snapdragon 625 2,0 GHz                              |
| GPU               | Adreno 505                                | Adreno 506                                                    |
| Pamięć RAM        | 2 / 3 GB                                  | 3 GB                                                          |
| Pamięć ROM        | 16 GB                                     | 32 GB                                                         |
| Bateria           | 2800 mAh                                  | 3000 mAh, ładowanie TurboPower                                |
| Ekran             | 5 cali IPS LCD,1080x1920 Full HD, 441 ppi | 5,2 cala IPS LCD, 1080x1920 Full HD, 424 ppi, Gorilla Glass 3 |
| Aparat tył        | 13 Mpx LED flash                          | 12 Mpx Dual AF, Dual LED Flash                                |
| Aparat przód      | 5 Mpx                                     | 5 Mpx                                                         |